# Nepenthes epiphytica
Nepenthes epiphytica este o specie de plante carnivore din genul Nepenthes, familia Nepenthaceae, ordinul Caryophyllales, descrisă de A.S. Rob., Nerz și Andreas Wistuba. Conform Catalogue of Life specia Nepenthes epiphytica nu are subspecii cunoscute.